# Foc sobre Àfrica
Foc sobre Àfrica  (títol original en anglès: Malaga o Fire Over Africa) és una pel·lícula britànica dirigida per Richard Sale, estrenada el 1954. Ha estat doblada al català.

## Argument[2]
Joanna Dane és enviat a Tànger per les autoritats americanes per esbrinar qui hi ha al darrere d'una potent xarxa de contrabandistes que actua també a Espanya i Itàlia, i també contribueix a un índex de mortalitat alt entre els policies de Tànger.
Aconsegueix feina en una empres del port portada per "Frisco" i aviat és cortejada per Van Logan, un altre agent americà que es fa passar per un dels contrabandistes. La majoriq de l'acció té lloc a Tànger, amb un breu descans a Gibraltar, i el clímax és en un intercanvi de trets entre la policia de Tànger i els contrabandistes a la costa Nord-africana de la Mediterrània.

## Repartiment
- Maureen O'Hara: Joanna Dana
- Macdonald Carey: Van Logan
- Binnie Barnes: Frisco
- Guy Middleton: Soames Howard
- Hugh McDermott: Richard Farrell
- James O'Hara: Danny Boy
- Harry Lane: Augie
- Leonard Sachs: Paul Dupont
- Ferdy Mayne: Mustapha
- Eric Corrie: Pebbles
- Bruce Beeby: Potts